# Opocunonia kaniensis
Opocunonia kaniensis är en tvåhjärtbladig växtart som beskrevs av Rudolf Schlechter. Opocunonia kaniensis ingår i släktet Opocunonia och familjen Cunoniaceae. Inga underarter finns listade i Catalogue of Life.